# Conservatoire de Volgograd
Le conservatoire Serebriakov de Volgograd (Волгоградская консерватория (институт) имени П. А. Серебрякова) et un établissement d'enseignement moyen et supérieur de musique de la ville de Volgograd en Russie. Il est dédié au pianiste Pavel Serebriakov.

## Histoire
Le conservatoire de Volgograd tire ses origines des classes de musique ouvertes le 6 janvier 1911 à Tsaritsyne (nom à l'époque de la ville). Elles se tiennent dans un édifice à l'angle de la rue de Moscou et de la rue d'Astrakhan et offrent un enseignement dans trois disciplines: violon, violoncelle et piano. Elles coûtent 80 roubles par an. En 1917, les classes sont réorganisées en école de musique et de 1923 à 1936 l'établissement porte le nom de technicum musical de Stalingrad (nom de la ville à l'époque), puis d'école de musique de Stalingrad.
L'école est détruite pendant la Grande Guerre patriotique (bataille de Stalingrad) et ce n'est seulement en 1957 que l'école peut reprendre ses activités. Elle porte le nom d'école de musique de Volgograd en 1961, la ville ayant perdu son nom de Stalingrad, du fait de la déstalinisation.
Elle devient l'école des arts de Volgograd en 1963 et en 1989 elle est dédiée à l'artiste du Peuple d'URSS, Pavel Serebriakov. Elle devient école supérieur de musique Serebriakov de Volgograd en 1994 et en 1996, conservant les deux types d'enseignement - secondaire et professionnel supérieur - l'établissement prend le nom d'institut municipal des arts Serebriakov. En fin il reçoit en 2013 son nom actuel: conservatoire Serebriakov de Volgograd.

## Structure
L'établissement est organisé autour d'une faculté d'enseignement professionnel supérieur, d'une faculté d'enseignement moyen et d'une faculté de formation professionnelle.
Faculté d'enseignement supérieur
Elle est divisée en chaires d'enseignement:
- Chaire d'interprétation au piano
- Chaire d'instruments à cordes
- Chaire d'instruments à vent et percussions
- Chaire d'instrument folkloriques
- Chaire d'art vocal
- Chaire de direction d'orchestre
- Chaire et musique de variété et de jazz
- Chaire d'histoire et de théorie de la musique

Faculté d'enseignement moyen
Les disciplines suivantes sont enseignées aux élèves du secondaire:
- Piano concertiste
- Instruments à cordes
- Instruments à vent et percussions
- Instruments folkoloriques
- Art vocal
- Direction de chœur
- Chant folklorique choral et solo
- Musique de variété
- Théorie de la musique
- Piano général
- Disciplines de sciences humaines et sociales
- Peinture

Faculté de formation professionnelle
- Cours de qualification professionnelle
- Études chorales
- Enseignement sur les programmes de développement général supplémentaires dans le domaine des arts pour les enfants et les adultes

## Programmes d'enseignement

### Faculté d'enseignement professionnel
La Faculté d'enseignement professionnel supérieur dispense des formations dans les domaines de formation (spécialités) suivants:
 Spécialité 
| Spécialité                                                                     | Spécialisation |
| ------------------------------------------------------------------------------ | --- |
| Art d'interprétation de concert                                                | piano, instruments à cordes de concert, instruments à vent et percussion de concert, instruments folkloriques de concert |
| Art théâtral musical                                                           | art de chant d'opéra |
| Direction artistique d'orchestre lyrique et symphonique et de chœur académique | Direction artistique de chœur académique                                                                                 |
| Musicologie                                                                    | |

 Licence 
| Spécialité                          | Profils |
| ----------------------------------- | --- |
| Art instrumental                    | piano, instruments à cordes d'orchestre, instruments à vent et percussions d'orchestre, bayan, accordéon et instruments à cordes pincées |
| Art vocal                           | Chant académique |
| Direction                           | Direction de chœur académique |
| Art de chant populaire folklorique  | Chant choral folklorique |
| Musicologie et art musical appliqué | Musicologie |
| Musique de variété                  | Chant de variété et jazz |

### Faculté secondaire
La faculté d'enseignement secondaire professionnel dispense des formations dans les domaines de formation suivants:
| Spécialité                       | Matières |
| -------------------------------- | --- |
| Interprétation instrumentale     | piano, instruments à cordes d'orchestre, instruments à vent et percussions d'orchestre, instruments d'orchestre folklorique |
| Art vocal                        | |
| Direction chorale                | |
| Chant choral et solo folklorique | |
| Théorie de la musique            | |
| Musique de variété               | Instruments d'orchestre de variété, chant de variété                                                                        |
| Peinture                         | Peinture de chevalet |
| Desgign                          | dans le domaine de la culture et de l'art                                                                                   |

### Faculté de formation complémentaire
La Faculté de formation complémentaire dispense une formation dans les programmes de développement général supplémentaires suivants dans le domaine de l'art musical : Interprétation instrumentale (piano, cordes frottées
instruments, instruments à vent et à percussion, accordéon à boutons, accordéon, domra), chant choral, interprétation vocale (chant académique, chant pop et variété)